# Kanton Yacuambi
Der Kanton Yacuambi befindet sich in der Provinz Zamora Chinchipe im Süden von Ecuador. Er besitzt eine Fläche von 1254 km². Im Jahr 2020 lag die Einwohnerzahl schätzungsweise bei 7100. Verwaltungssitz des Kantons ist die Ortschaft 28 de Mayo mit 1325 Einwohnern (Stand 2010). Der Kanton Yacuambi wurde im Jahr 1921 eingerichtet.

## Lage
Der Kanton Yacuambi befindet sich im Nordwesten der Provinz Zamora Chinchipe. Das Gebiet liegt in den östlichen Anden. Der Kanton umfasst das obere und mittlere Einzugsgebiet des Río Yacuambi, ein linker Nebenfluss des Río Zamora. Der Río Yacuambi entwässert das Areal nach Süden. Die westliche Kantonsgrenze verläuft entlang der kontinentalen Wasserscheide. Der tiefste Punkt im Kanton liegt am Río Yacuambi auf einer Höhe von 870 m. Der höchste Punkt des Kantons und der ganzen Provinz befindet sich an der nördlichsten Stelle des Kantons auf einer Höhe von 3770 m.
Der Kanton Yacuambi grenzt im Westen an den Kanton Saraguro der Provinz Loja, im Nordwesten an die Kantone San Felipe de Oña und Nabón der Provinz Azuay, im Norden an den Kanton Gualaquiza der Provinz Morona Santiago, im Osten an den Kanton Yantzaza sowie im Süden an den Kanton Zamora.

## Verwaltungsgliederung
Der Kanton Yacuambi ist in die Parroquia urbana („städtisches Kirchspiel“)
- 28 de Mayo

und in die Parroquias rurales („ländliches Kirchspiel“)
- La Paz
- Tutupali

gegliedert.

## Ökologie
Im Kanton befindet sich das im Jahr 2012 gegründete 568,04 km² große Schutzgebiet Área Ecológica de Conservación Municipal (AECM) Yacuambi. Dieses erstreckt sich entlang der westlichen und nördlichen Kantonsgrenze.